# 小林麻耶の本に会いたい
小林麻耶の本に会いたい（こばやしまやのほんにあいたい）は、2010年4月1日から2013年3月29日までBSジャパンで放送されていた、本をテーマにしたトーク番組である。

## 放送時間
隔週で新作放送。
- 2010年4月 - 2011年3月 木曜日22：00 - 22：30（JST）
- 2011年4月 - 2011年9月 金曜日22：24 - 22：54（JST）
- 2011年10月 - 2013年3月 金曜日22：30 - 23：00（JST）

## 概要
元TBSアナウンサー・小林麻耶がフリーになって初めてTBS系列以外の放送局で受け持った冠番組。
小林が毎回、各界の著名人の仕事場を訪れ、その人に影響を及ぼした本にまつわるトークを展開。また、トーク部分のみならず、都内某所の書店や図書館を訪れ、本をより身近に楽しむためのコーナーもある。
なお、前番組『山本耕史“スイートJAM”』は明治製菓（現・明治）の一社提供だったが、明治がスポンサーから撤退したため、本番組は複数社提供となった。

## ゲスト
| ゲスト | ゲスト                                             | ゲスト         |
| 回数   | ゲスト名（紹介時の肩書）                           | 初回放送日     |
| ------ | -------------------------------------------------- | -------------- |
| 1      | 石田衣良（作家）                                   | 2010年4月1日   |
| 2      | 大林宣彦（映画監督）                               | 2010年4月15日  |
| 3      | 桜庭一樹（作家）                                   | 2010年4月29日  |
| 4      | 三浦雄一郎（プロスキーヤー）                       | 2010年5月13日  |
| 5      | 北方謙三（作家）                                   | 2010年5月27日  |
| 6      | 谷村新司（ミュージシャン）                         | 2010年6月10日  |
| 7      | 假屋崎省吾（華道家）                               | 2010年6月24日  |
| 8      | 千住明（作曲家）                                   | 2010年7月8日   |
| 9      | 坂東眞理子（昭和女子大学学長）                     | 2010年7月22日  |
| 10     | 渡辺淳一（作家）                                   | 2010年8月5日   |
| 11     | 二代目市川亀治郎（歌舞伎役者）                     | 2010年8月19日  |
| 12     | 九代目林家正蔵（落語家）                           | 2010年9月2日   |
| 13     | 服部真二（セイコーホールディングス社長）           | 2010年9月16日  |
| 14     | 北原照久（ブリキのおもちゃ博物館館長）             | 2010年9月30日  |
| 15     | 高木美保（タレント）                               | 2010年10月14日 |
| 16     | 米村でんじろう（サイエンスプロデューサー）         | 2010年10月28日 |
| 17     | 福岡伸一（分子生物学者）                           | 2010年11月11日 |
| 18     | 福原義春（資生堂名誉会長）                         | 2010年11月25日 |
| 19     | 中島誠之助（古美術鑑定家）                         | 2010年12月9日  |
| 20     | ピーター・バラカン（ブロードキャスター）           | 2010年12月23日 |
| 21     | 山田五郎（編集者・評論家）                         | 2011年1月13日  |
| 22     | 山本寛斎（ファッションデザイナー・プロデューサー） | 2011年1月27日  |
| 23     | 八木亜希子（フリーアナウンサー）                   | 2011年2月10日  |
| 24     | 水道橋博士（芸人）                                 | 2011年2月24日  |
| 25     | 綾戸智恵（ジャズシンガー）                         | 2011年3月10日  |
| 26     | 星野知子（女優・エッセイスト）                     | 2011年3月24日  |
| 27     | 三遊亭小遊三（落語家）                             | 2011年4月8日   |
| 28     | 八代亜紀（演歌歌手）                               | 2011年4月22日  |
| 29     | 中尾彬（俳優）                                     | 2011年5月6日   |
| 30     | 高須克弥（美容外科医・高須クリニック院長）         | 2011年5月20日  |
| 31     | 春風亭小朝（落語家）                               | 2011年6月3日   |
| 32     | 村田兆治（元プロ野球選手）                         | 2011年6月17日  |
| 33     | 道尾秀介（作家）                                   | 2011年7月1日   |
| 34     | 片岡鶴太郎（俳優）                                 | 2011年7月15日  |
| 35     | 小林幸子（演歌歌手）                               | 2011年7月29日  |
| 36     | 田原総一朗（ジャーナリスト）                       | 2011年8月12日  |
| 37     | 角田光代（作家）                                   | 2011年8月26日  |
| 38     | 江守徹（俳優）                                     | 2011年9月9日   |
| 39     | 是枝裕和（映画監督）                               | 2011年9月23日  |
| 40     | 手嶋龍一（外交ジャーナリスト・作家）               | 2011年10月7日  |
| 41     | ラサール石井（タレント）                           | 2011年10月21日 |
| 42     | 松尾貴史（タレント）                               | 2011年11月4日  |
| 43     | やすみりえ（川柳作家）                             | 2011年11月18日 |
| 44     | 春風亭昇太（落語家）                               | 2011年12月2日  |
| 45     | いとうせいこう（クリエーター）                     | 2011年12月16日 |
| 46     | 赤川次郎（作家）                                   | 2011年12月30日 |
| 47     | 板尾創路（芸人）                                   | 2012年1月13日  |
| 48     | 橋本真由美 （ブックオフコーポレーション㈱会長）    | 2012年1月27日  |
| 49     | 鳥羽亮（作家）                                     | 2012年2月10日  |
| 50     | 片山右京（レーシングドライバー）                   | 2012年2月24日  |
| 51     | 渡邉美樹（ワタミ㈱取締役会長）                     | 2012年3月9日   |
| 52     | 西村賢太（作家）                                   | 2012年3月23日  |
| 53     | 山田五郎（コラムニスト）                           | 2012年4月6日   |
| 54     | 露木茂（アナウンサー）                             | 2012年4月20日  |

## スタッフ
- ナレーター：三浦祥朗 → 服部潤
- 企画：大岩賞介
- 構成：大久保政男 → 堀田延、大船知充
- 技術：大手洋行
- カメラ：大木大介、斎藤一仁、岡本薫、二方昭雄、山森義明、安藤孝之 → 安達良（池田屋）
- VE：福重伸隆（池田屋）
- 音響効果：有坂香（TSP）、中島克（CUBIC）→ 木村陽子（アーツポート企画）
- CG：渡引裕之（avinoc）→ 岩下みどり
- EED：横山義弘、盛田康生 → 島田一浩
- MA：慎次実、森本圭一郎、浅倉務 → 白井俊彦、浅井佑人（麻布プラザ）
- 美術協力：フジアール
- 技術協力：池田屋、麻布プラザ、アーツポート企画、コーラルレッド
- 宣伝：田口有希子（テレビ東京）、澁谷牧世（テレビ東京）
- AP：小俣裕美
- ブレーン：藤代賢二
- AD：野崎諒一、富田敦美、小木曽由衣 → 表原由樹、松井一透
- ディレクター：岡田和巳、元木伸一、古賀将之、松岡伸行 → 大坂倫代、大森千代美、田中勝
- チーフディレクター：木村亮（途中から）
- プロデューサー：新村正夫（テレビ東京）、徳田賢太郎 → 藤井康正（電通）、高橋邦光（日経映像）→ 辻村たろう
- 制作協力：ジャンプコーポレーション → NET WEB
- 製作：BSジャパン、電通、日経映像（途中まで）